# Howard Levy
Howard Levy (Brooklyn, 31 de julio de 1951) es un multinstrumentista estadounidense. Tecladista y virtuoso armonicista, está considerado uno de los más importantes y radicales innovadores de la armónica durante el siglo XX.
En 1988, Levy fue uno de los miembros fundadores de Béla Fleck and the Flecktones, con los que ganó en 1997 el Premio Grammy a Mejor Composición Instrumental Pop por la canción “The Sinister Minister” y en 2012 por “Life in Eleven”, perteneciente al álbum Rocket Science (2011). Ha trabajado con músicos como Rabih Abou-Khalil, Paquito D'Rivera, Donald Fagen y Paul Simon.

## Carrera musical
Nacido en Brooklyn, Nueva York, asistió a la Manhattan School of Music, donde estudió piano y órgano.